# Linoleumshuset
Linoleumshuset er en karakteristisk fredet og prisbelønnet etageejendom i nyklassicistisk stil, der er beliggende på Åboulevard på Nørrebro i København. 
Ejendommen, der er i fem etager, er tegnet af arkitekten Poul Baumann (1878 – 1963) og opført af Københavns Kommune i 1930-1931. Den er blandt Baumanns hovedværker. 
Linoleumshuset har sit navn efter den særprægede facade, hvis sine røde og gule teglsten, som er anbragt i nøje opmålte mønstre, minder om et gammeldags linoleumsgulv. Mønstret udgør sammen med bygningens rundede hjørner mod sidegaderne Henrik Rungs Gade og Hans Egedes Gade bygningens primære kendetegn. Karakteristisk for facaden er desuden, at den ikke har gesimser, sålbænke og indfatninger. 
Karréen har sin afgrænsning efter den jernbane, der ved opførelsen lå tæt ved bygningen, hvor den forbandt Københavns 2. hovedbanegård med Nørrebro Station.
Københavns Kommune præmierede bygningen i 1932, og Kulturarvsstyrelsen fredede den i 2009. I dag tilhører huset en andelsboligforening.
- Linoleumshusets karakteristiske facade